# Datsun 14
La Datsun 14 è un'autovettura di piccole dimensioni costruita dalla casa automobilistica giapponese Datsun dal 1935 al 1936.

## Storia

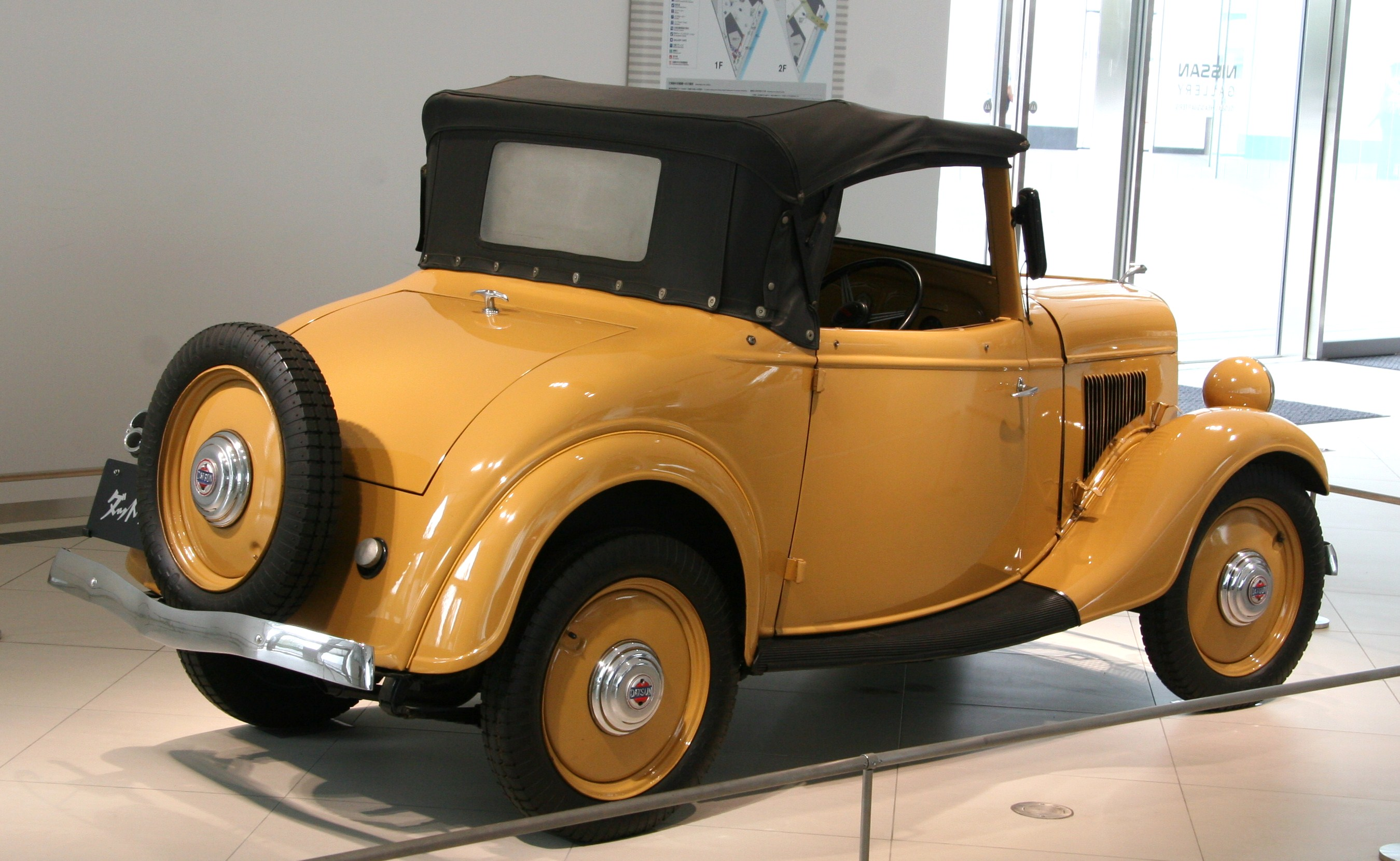
Il retro di una Datsun 14 versione roadster

Rispetto alla Datsun 13, che sostituì, la Datsun 14 fu oggetto di lievi rivisitazioni stilistiche esterne, operate principalmente sulla calandra. Restò immutata l'offerta delle carrozzerie a listino. Erano infatti disponibili le versioni roadster, turismo, berlina e furgone. Per la prima volta nella storia della Datsun, la 14 fu prodotta interamente in fabbrica senza l'intervento di aziende esterne. I modelli precedenti avevano infatti alcune parti prodotte da altre aziende esterne per poi venire assemblate successivamente ai modelli dalla Datsun nel proprio stabilimento.
La novità maggiore, rispetto alla Datsun 13, fu riguardo al motore, a cui fu abbassata la cilindrata. Ora il motore era un quattro cilindri da 722 cm³ di cilindrata che erogava una potenza di 15 CV (quindi 3 CV in più del propulsore montato sulla Datsun 13, nonostante l'abbassamento della cilindrata). 
La Datsun 14 segnò il culmine dell'era prebellica di Datsun. Il modello fu infatti realizzato utilizzando materiali di alta qualità. Le auto che seguirono non avevano più la qualità della 14. Alla fine del 1935, il Giappone entrò infatti in guerra con la Cina e quindi molti materiali diventavano sempre più difficili da reperire. Durante il periodo di produzione della Datsun 14, dall'aprile 1935 all'aprile 1936, furono costruiti complessivamente 3.800 esemplari, di cui 53 esportati. La Datsun 14 fu sostituita dalla Datsun 15.